# Metacirolana
Metacirolana är ett släkte av kräftdjur. Metacirolana ingår i familjen Cirolanidae.

## Dottertaxa tillMetacirolana, i alfabetisk ordning[1]
- Metacirolana agaricicola
- Metacirolana agujae
- Metacirolana anatola
- Metacirolana anocula
- Metacirolana arnaudi
- Metacirolana basteni
- Metacirolana bicornis
- Metacirolana calypso
- Metacirolana chemola
- Metacirolana convexissima
- Metacirolana costata
- Metacirolana fishelsoni
- Metacirolana fornicata
- Metacirolana halia
- Metacirolana hanseni
- Metacirolana japonica
- Metacirolana joanneae
- Metacirolana mayana
- Metacirolana mbudya
- Metacirolana menziesi
- Metacirolana monodi
- Metacirolana nana
- Metacirolana neocaledonica
- Metacirolana pigmentata
- Metacirolana ponsi
- Metacirolana riobaldoi
- Metacirolana rotunda
- Metacirolana rugosa
- Metacirolana serrata
- Metacirolana shijikiensis
- Metacirolana spinosa